# كونكت (استديو)
كونكت (باليابانية: 株式会社コネクト، بالروماجي: Kabushiki-gaisha Konekuto) هي شركة تابعة لاستوديو رسوم متحركة سيلفر لينك، تأسست في 9 أبريل عام 2012، ويقع مقرها في طوكيو. في 17 يوليو 2020 أعلن سيلفر لينك أنه سيتم حل شركة كونكت بالكامل.

## أعمال الاستوديو

### مسلسلات أنمي تلفزيونية
| تاريخ العرض | العنوان                                | المخرج                          | عدد الحلقات | المراجع |
| ----------- | -------------------------------------- | ------------------------------- | ----------- | ------- |
| 2013–2014   | ضرب الدم                               | تاكاو سانو هيديو ياماموتو       | 24          | [ 3 ]   |
| 2015        | Chaos Dragon                           | هيديكي تاتشيبانا ماساتو ماتسوني | 12          | [ 4 ]   |
| 2016        | Ange Vierge                            | ماسافومي تامورا                 | 12          | [ 5 ]   |
| 2017        | Armed Girl's Machiavellism             | هيديكي تاتشيبانا                | 12          | [ 6 ]   |
| 2018        | ملحمة مسيرة الموت إلى العالم الآخر     | شين أونوما                      | 12          | [ 7 ]   |
| 2019        | سينريو غيرل                            | ماساتو جينبو                    | 12          | [ 8 ]   |
| 2019        | Oresuki                                | نورياكي أميتايا                 | 12          | [ 9 ]   |
| 2021        | The Honor Student at Magic High School | هيديكي تاتشيبانا                | TBA         | [ 10 ]  |

### أوفا / أونا
| تاريخ العرض | العنوان                           | المخرج           | عدد الحلقات | المراجع |
| ----------- | --------------------------------- | ---------------- | ----------- | ------- |
| 2014–2015   | Bonjour Sweet Love Patisserie     | نورياكي أكيتايا  | 24          |         |
| 2014–2015   | أليس في بوردرلاند                 | هيديكي تاتشيبانا | 3           | [ 11 ]  |
| 2015        | ضرب الدم                          | هيديو ياماموتو   | 2           |         |
| 2016–2017   | ضرب الدم                          | هيديو ياماموتو   | 8           | [ 12 ]  |
| 2016        | Monster Strike: Rain of Memories ‏ | هيديو تاتشيبانا  | 1           | [ 13 ]  |
| 2017        | Armed Girl's Machiavellism        | هيديكي تاتشيبانا | 1           | [ 14 ]  |
| 2018–2019   | ضرب الدم                          | هيديو ياماموتو   | 10          | [ 15 ]  |
| 2020        | ضرب الدم                          | هيديو ياماموتو   | 1           | [ 16 ]  |
| 2020–2021   | ضرب الدم                          | هيديو ياماموتو   | 12          |         |
| 2020        | Oresuki                           | نورياكي أكيتايا  | 1           | [ 17 ]  |

## وصلات خارجية
- الموقع الرسمي (باليابانية)
- كونكت (استديو) على موقع ANN company (الإنجليزية)